# Cristina-Adela Foișor
Cristina-Adela Foișor (* 7. Juni 1967 als Cristina-Adela Bădulescu in Petroșani; † 21. Januar 2017 in Timișoara) war eine rumänische Schachspielerin.

## Leben
Cristina-Adela Foișor war mit Ovidiu-Doru Foișor verheiratet, der ebenfalls den Titel eines Internationalen Meisters trägt. Sie war Mutter zweier Töchter, die ebenfalls Schachspielerinnen sind; Sabina-Francesca Foișor ist seit 2007 Großmeisterin der Frauen, Mihaela-Veronica Foișor seit 2012 Internationale Meisterin der Frauen. Cristina-Adela Foișor absolvierte an der West-Universität Temeswar ein Mathematikstudium und arbeitete als Lehrerin.

## Erfolge
Foișor gewann 1989 (zusammen mit Gabriela Olǎrașu), 1998 (zusammen mit Ligia Jicman), 2011, 2012 und 2013 die rumänische Meisterschaft der Frauen. Sie nahm 2001, 2006, 2010 und 2012 an der Schachweltmeisterschaft der Frauen teil und erreichte als größten Erfolg 2001 das Viertelfinale. Foișor war auch für die Schachweltmeisterschaft der Frauen 2017 qualifiziert.

## Nationalmannschaft
Mit der rumänischen Frauenmannschaft nahm Foișor von 1988 bis 2016 an 14 der 15 Schacholympiaden teil (nur 2008 fehlte sie). Außerdem spielte sie bei der Schach-Mannschaftsweltmeisterschaft der Frauen 2013 am Spitzenbrett der rumänischen Auswahl und nahm an acht Mannschaftseuropameisterschaften der Frauen (1992, 1997, 2001, 2003, 2005, 2011, 2013 und 2015) teil. Am erfolgreichsten war sie bei der Mannschafts-EM 1997 in Pula, als sie mit der Mannschaft den zweiten Platz erreichte, während sie in der Einzelwertung sowohl das zweitbeste Ergebnis am zweiten Brett als auch die drittbeste Elo-Leistung aller Teilnehmerinnen erzielte.

## Vereine
In Rumänien spielte Foișor für die Mannschaften von AEM-Luxten Timișoara, mit der sie viermal am European Club Cup der Frauen teilnahm und den Wettbewerb 1998 gewann sowie 1999 und 2011 jeweils den zweiten Platz erreichte, und AS RAT Bukarest, mit der sie 2001 am European Club Cup der Frauen teilnahm. Am European Club Cup der Frauen nahm sie außerdem zweimal mit dem serbischen Verein ŠK Radnički Rudovci teil. In der deutschen Frauenbundesliga spielte Foișor von 2002 bis 2004 für den SC Meerbauer Kiel, von 2006 bis 2008 für den SK Doppelbauer Kiel und von 2012 bis 2016 für die SF Deizisau, bei denen sie auch in der Saison 2016/17 gemeldet war, aber nicht mehr zum Einsatz kam. In der belgischen Interclubs spielte sie zwischen 2003 und 2010 für Cercle Royal des Echecs de Liège et Echiquier Liègeois, mit denen sie 2007 belgischer Mannschaftsmeister wurde und am European Club Cup teilnahm.

## Tod
Nach einer kurzen schweren Krankheit und einigen Tagen im Koma verstarb Cristina-Adela Foișor in der Unfallklinik von Timișoara.